# Parafia św. Krzysztofa w Warszawie
Parafia Świętego Krzysztofa w Warszawie – parafia rzymskokatolicka należąca do dekanatu bielańskiego, archidiecezji warszawskiej, metropolii warszawskiej Kościoła katolickiego, w Warszawie. Obsługiwana przez księży diecezjalnych.

## Historia
Parafia została erygowana 14 września 2001 roku przez kardynała Józefa Glempa.